# Matrimonio igualitario en Lesoto
Lesoto no reconoce los matrimonios ni las uniones civiles entre personas del mismo sexo.

## Reconocimiento histórico de las relaciones entre personas del mismo sexo
Históricamente, la sociedad Sotho reconocía muchas relaciones formadas entre mujeres durante la adolescencia.A menudo, una relación motsoalle era reconocida públicamente con una fiesta ritual y con la comunidad plenamente consciente del compromiso de las mujeres entre sí.Las relaciones Motsoalle diferían de la perspectiva occidental de las relaciones entre personas del mismo sexo. Las mujeres en relaciones motsoalle "se casaron con hombres y se conformaron, o parecieron conformarse, a las expectativas de género", y no tenían una identidad social diferente a pesar de que estaban en una relación comprometida con otra mujer. Las mujeres en relaciones mixtas también diferían de la perspectiva occidental de las amigas heterosexuales. El investigador William J. Spurlin escribió que "es importante no traducir simplemente al inglés [el] uso de la palabra sesotho motsoalle [...] como lesbiana ". Sin embargo, Spurlin afirmó que "podría ser posible ubicar muchas relaciones en el continuo lésbico para discutirlas, debatirlas e imaginarlas teóricamente como posibles lugares de existencia lesbiana, dados los estrechos vínculos emocionales e íntimos entre las mujeres, pero con la estipulación de que las relaciones no deben reducirse a la comprensión occidental de las lesbianas ".A medida que Lesoto se modernizó, quedó expuesto a la cultura occidental y a la homofobia, borrando las relaciones motsoalle.
En 1941, una investigación oficial encontró que los hombres basotho estaban "participando con entusiasmo" en relaciones bokonchana, también conocidas como "matrimonios mineros" entre hombres, así como en ceremonias públicas de travestismo y matrimonio entre personas del mismo sexo.
Ley de matrimonio de 1974 (en sesoto: Molao oa Lenyalo oa 1974; Ley 10 de 1974) no prohíbe expresamente los matrimonios entre personas del mismo sexo y no define explícitamente el matrimonio como entre "un hombre y una mujer", pero generalmente se refiere a los cónyuges casados como del sexo opuesto. Además del matrimonio civil, en Lesoto también se reconocen los matrimonios consuetudinarios celebrados según la costumbre sotho.Históricamente, las mujeres casadas en Lesoto eran consideradas "menores de edad" durante la vida de sus maridos, tenían severas restricciones en sus actividades económicas, no podían celebrar contratos legalmente vinculantes sin el consentimiento de sus maridos y no tenían capacidad legal ante los tribunales civiles. Esto cambió con la aprobación de la Ley de Capacidad Jurídica de las Personas Casadas de 2006 (Ley 9 de 2006),que fue aprobada por el Parlamento de Lesoto en noviembre de 2006.
En 2019, el Transformation Resource Center (TRC), una organización que aboga por la justicia, la paz y el desarrollo participativo, pidió al gobierno que legalizara el matrimonio entre personas del mismo sexo y la adopción por parejas del mismo sexo. "No existe un marco legislativo para la protección de los derechos de las personas [LGBT] y otras minorías sexuales. Esta omisión conduce a diversas formas de discriminación, incluida la denegación de acceso a los servicios sanitarios, agresiones selectivas por parte de la policía, el no reconocimiento de sus sindicatos como matrimonios legales y su prohibición de adoptar niños", según un informe de la CVR de 2019. El informe también señaló que muchas personas LGBT estaban siendo obligadas a contraer matrimonio heterosexual. Ese mismo año, la Directora de Género 'Matau Futho Letsatsi, que trabaja para el Ministerio de Género y Juventud, Deportes y Recreación, reconoció que no existía ninguna ley que permitiera el matrimonio entre personas del mismo sexo en Lesoto.
En 2022, el presidente del Tribunal Superior, Sakoane Sakoane, dijo que el poder judicial sería un "actor clave" para garantizar la igualdad de derechos de las personas LGBT en Lesoto: "En este Reino de Lesoto, la comunidad [LGBT] existe de hecho como parte de la sociedad. [ …] Aún no existe jurisprudencia local sobre lo que significan estos derechos para la comunidad [LGBT], a pesar de que la Constitución garantiza dos derechos importantes: el derecho al respeto a la vida privada y familiar (en el artículo 11) y a no ser discriminado (en el artículo 18)." La Constitución de Lesoto no aborda expresamente el matrimonio entre personas del mismo sexo, pero prohíbe la discriminación por diversos motivos –pero no por la orientación sexual– y establece que toda persona tendrá derecho a igual protección ante la ley.El artículo 40 de la Constitución concede la ciudadanía a los extranjeros casados con un ciudadano de Lesoto después de cinco años de convivencia en Lesoto.

## Actuación religiosa
La Iglesia Anglicana del Sur de África, que tiene una diócesis en Lesoto, no permite los matrimonios entre personas del mismo sexo. Sus políticas matrimoniales establecen que "el santo matrimonio es la unión exclusiva y permanente entre un hombre y una mujer". En 2016, el sínodo votó en contra de bendecir las uniones entre personas del mismo sexo. La decisión dividió a la iglesia, y varias diócesis decidieron continuar con la bendición de las relaciones entre personas del mismo sexo, en particular la diócesis de Saldanha Bay.El arzobispo Thabo Makgoba expresó su decepción por la decisión de no bendecir las uniones entre personas del mismo sexo, pero añadió que "no todo está perdido", expresando la esperanza de que el asunto se vuelva a debatir en el futuro. El ex arzobispo Njongonkulu Ndungane también expresó su decepción por la decisión.En 2022, la obispo Vicentia Kgabe firmó una declaración expresando su apoyo a la inclusión de personas LGBT en la Comunión Anglicana.A principios de 2023, la iglesia una vez más se negó a permitir que su clero bendijera las uniones entre personas del mismo sexo, pero ordenó al sínodo que desarrollara "directrices para brindar un ministerio pastoral a quienes tienen relaciones entre personas del mismo sexo".

## Opinión pública
Ninguna encuesta de opinión ha medido el apoyo público al matrimonio entre personas del mismo sexo en Lesoto. Sin embargo, como el matrimonio entre personas del mismo sexo es legal en Sudáfrica, que ejerce una influencia social, política y cultural en Lesoto, la conciencia sobre las relaciones entre personas del mismo sexo ha "aumentado".